# Bruchidius danilevskyi
Bruchidius danilevskyi là một loài bọ cánh cứng trong họ Bruchidae. Loài này được Anton miêu tả khoa học năm 1999.